# Boplatsgrop
Boplatsgrop är ett arkeologiskt begrepp för en nedgrävning i marken. Ofta ligger det uppgrävda materialet runt om gropen som en vall. Funktionen är oklar, men groparna kan ha nyttjats till exempelvis förvaring. En boplatsgrop kan ingå i en boplats med andra arkeologiska lämningar.  Boplatsgropar kan vara belägna i klapperstensfält och benämns då som boplatsgrop i klapper.